# Hodonín (Zdíkov)
Hodonín je malá vesnice, část obce Zdíkov v okrese Prachatice v Jihočeském kraji. Nachází se asi 3,5 kilometru severně od Zdíkova. Je zde evidováno 39 adres. V roce 2011 zde trvale žilo 37 obyvatel.
Hodonín leží v katastrálním území Hodonín u Zdíkovce o rozloze 2,1 km². Území je součástí evropsky významné lokality Šumava.

## Historie
První písemná zmínka o vesnici pochází z roku 1544. V roce 1921 zde stálo 29 domů a žilo zde 231 obyvatel české národnosti.

## Obyvatelstvo
| Rok            | 1869 | 1880 | 1890 | 1900 | 1910 | 1921 | 1930 | 1950 | 1961 | 1970 | 1980 | 1991 | 2001 | 2011 | 2021 |
| -------------- | ---- | ---- | ---- | ---- | ---- | ---- | ---- | ---- | ---- | ---- | ---- | ---- | ---- | ---- | ---- |
| Počet obyvatel | 179  | 217  | 217  | 250  | 289  | 231  | 201  | 118  | 119  | 86   | 49   | 35   | 26   | 37   | 39   |
| Počet domů     | 20   | 23   | 27   | 29   | 29   | 29   | 31   | 36   | 36   | 27   | 18   | 35   | 34   | 35   | 36   |

## Obecní správa
Při sčítání lidu v letech 1850–1979 Hodonín byl osadou obce Zdíkovec, se kterým patřil nejprve do okresu Strakonice, ale v letech 1890–1930 v okrese Prachatice, v roce 1950 v okrese Vimperk a od roku 1960 opět v okrese Prachatice. Od 1. ledna 1980 je částí obce Zdíkov v okrese Prachatice.

## Pamětihodnosti

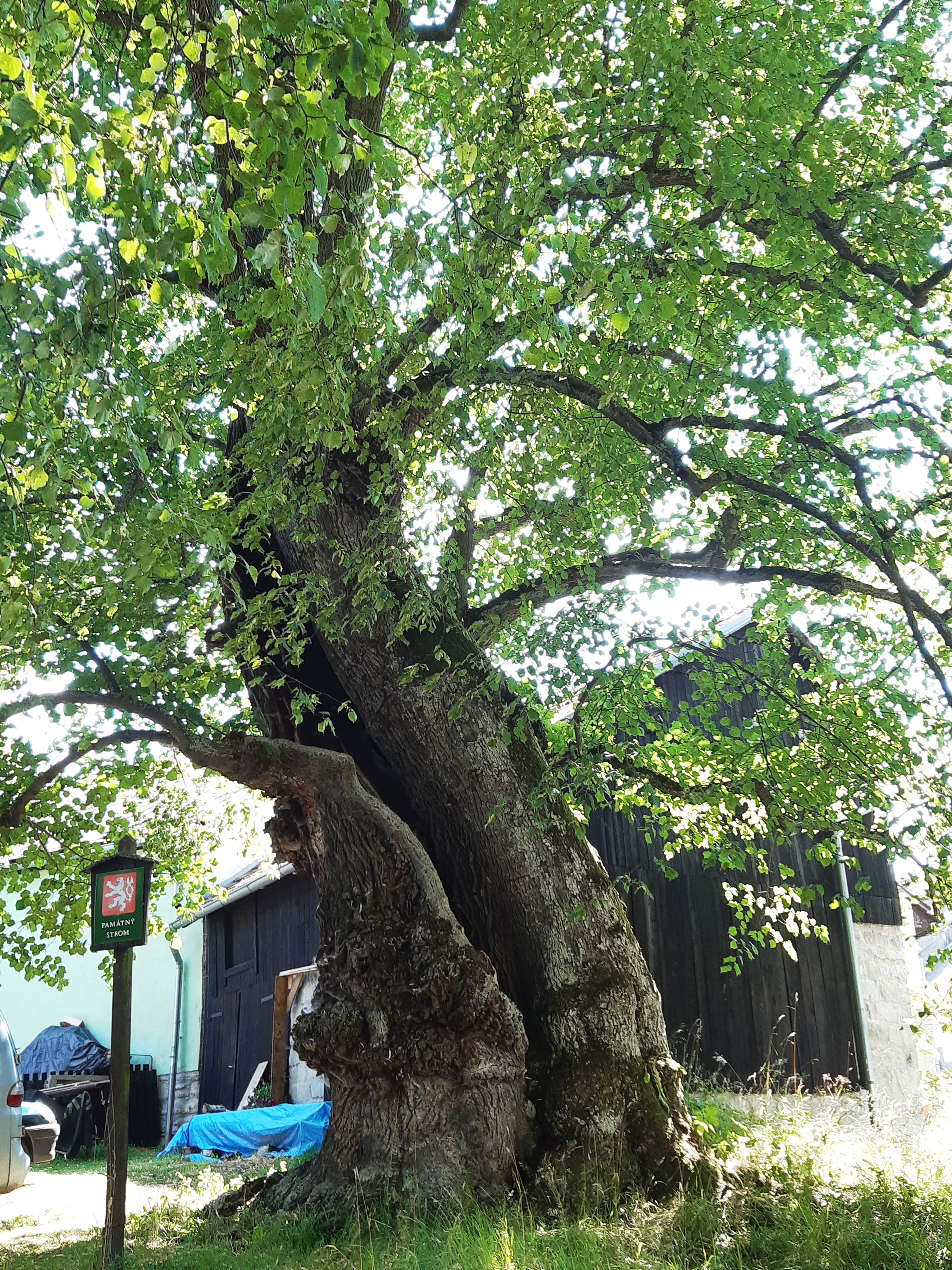
Hodonínská lípa na návsi, památný strom

- Hodonínská lípa, památný strom u stodoly na návsi

## Osobnosti
- V Hodoníně se narodil Václav Holub (1909–2004), politik, představitel exilové sociální demokracie.